# Vance McAllister

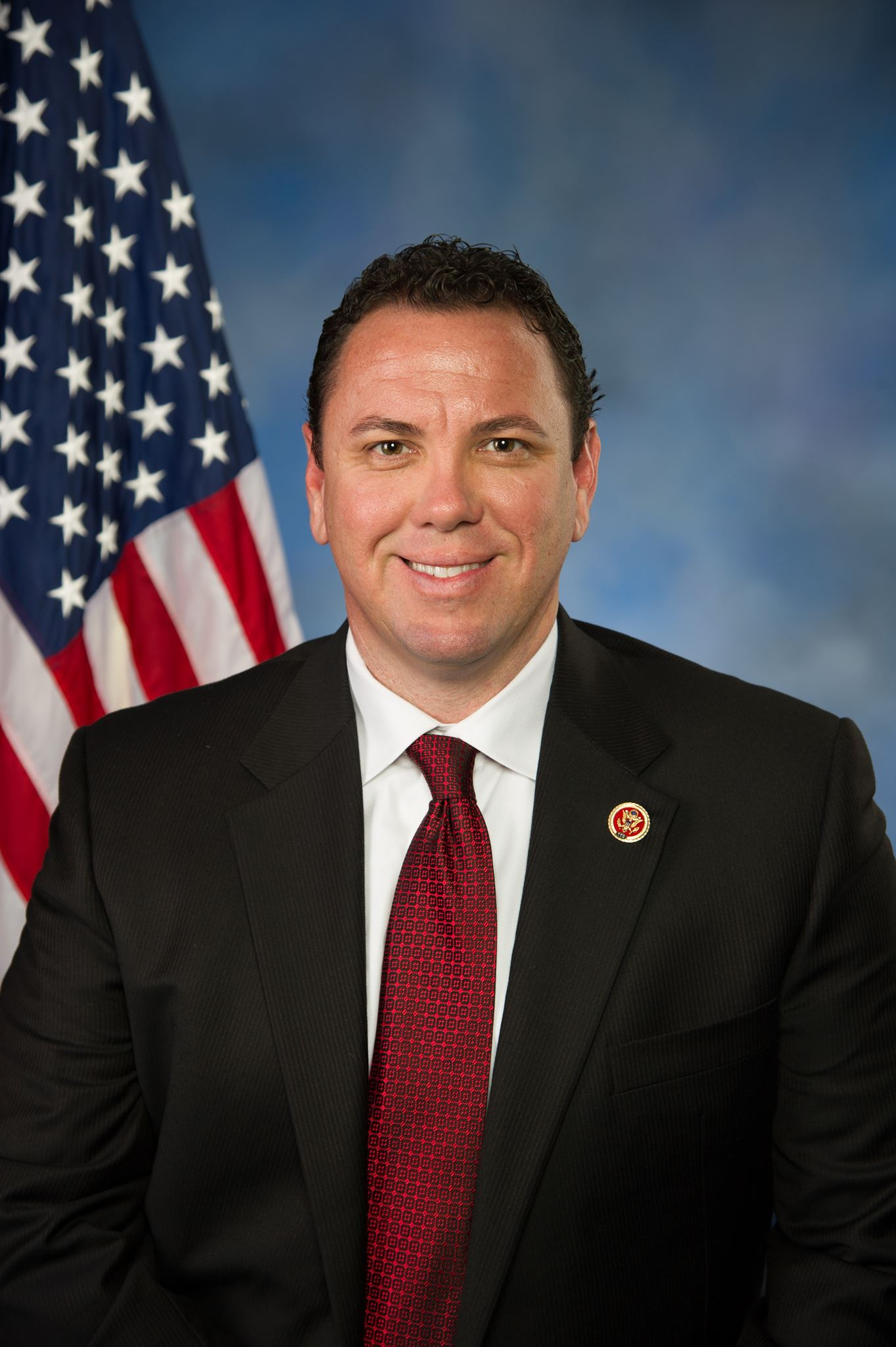
Vance McAllister (2013)

Vance McAllister (* 7. Januar 1974 in Oak Grove, West Carroll Parish, Louisiana) ist ein US-amerikanischer Politiker der Republikanischen Partei. Vom 16. November 2013 bis zum 3. Januar 2015 vertrat er den Bundesstaat Louisiana im US-Repräsentantenhaus im 5. Wahlbezirk Louisianas.
McAllister diente nach seiner Highschoolzeit von 1992 bis 1994 in der United States Army als Sanitäter. Er wechselte später zur Louisiana National Guard. Das Studium an der University of Louisiana at Monroe brach er ab. McAllister betreibt zahlreiche Firmen in unterschiedlichen Geschäftsfeldern.
Seine Wahl zum US-Repräsentantenhaus, nachdem das bisherige Mitglied Rodney Alexander sich zurückgezogen hatte, erfolgte überraschend. Er setzte sich nicht nur in der parteioffenen Vorwahl am 19. Oktober 2013 gegen den Demokraten Jamie Mayo durch, sondern auch später bei der Stichwahl gegen den viel erfahreneren republikanischen Staatssenator Neil Riser. Im November 2013 wurde McAllister im Kongress der Amtseid abgenommen, der daraufhin in die Ausschüsse für Landwirtschaft und Natürliche Ressourcen einzog. Er gilt als gemäßigt konservativ.
Im April 2014 wurden Forderungen nach einem Rücktritt McAllisters laut. Ein an die Öffentlichkeit gekommenes Video zeigte ihn, wie er eine Mitarbeiterin aus seinem Stab küsste. McAllister, seit 1997 verheiratet und Vater von fünf Kindern, erklärte zunächst, im Amt bleiben zu wollen. Bald darauf verkündete er dann seinen Verzicht auf die Wiederwahl, was er später aber wieder zurücknahm. In der parteioffenen Wahl am 4. November 2014 belegte McAllister mit 11,1 Prozent der Stimmen nur den vierten Platz, womit sein Ausscheiden aus dem Kongress zum 3. Januar 2015 feststand. Da kein Kandidat die erforderliche absolute Mehrheit erhielt, gab es eine Stichwahl um den Sitz, die der Republikaner Ralph Abraham gegen Jamie Mayo gewann.